# Crevacuore
Crevacuore (Crevcheur in piemontese, Cravacòr nella variante valsesiana) è un comune italiano di 1 372 abitanti della provincia di Biella in Piemonte.

## Storia
Crevacuore fece parte dei domini dei conti di Pombia per poi passare nel 905 ad Aimone, conte di Vercelli, e ai suoi discendenti, i signori di Crevacuore e i signori di Bolgaro. Questi ultimi cedettero la loro parte a Gisulfo, vescovo di Vercelli, nel 1141, in cambio di Masserano. In seguito i vescovi di Vercelli acquistarono le altre parti del feudo, la titolarità del quale gli fu confermata dall'imperatore Federico Barbarossa nel 1152, e lo infeudarono, a loro volta, a vari signori locali. Nel 1243 il legato pontificio Gregorio di Montelongo lo cedette al comune di Vercelli assieme ad altri territori.
Nel 1394 Crevacuore venne infeudata da papa Bonifacio IX ad Antonio Fieschi, dell'omonima famiglia genovese (poi Ferrero-Fieschi), assieme a Masserano, di cui seguì le sorti.
Nel XVII secolo la popolazione locale si rivoltò più volte contro i soprusi dei Ferrero-Fieschi. La rivolta più violenta scoppiò il 9 agosto 1657 quando la popolazione assediò il castello, presidiato dalle truppe del principe, e dopo una furiosa lotta riuscì ad occuparlo, distruggendolo fino alle fondamenta. Il castello non fu più ricostruito, sui suoi ruderi fu innalzata una colonna con infissa una croce e il poggio su cui sorgeva fu chiamato Monte di Santa Croce, a ricordo della vittoria.
Grazie al privilegio spettante alla famiglia Fieschi di battere moneta, Crevacuore è stato sede di una zecca, di cui restano rari esemplari di monetazione risalenti al XV-XVI secolo.

### Simboli
Lo stemma del comune di Crevacuore è stato riconosciuto con decreto del capo del governo del 12 settembre 1941.
Una descrizione dello stemma è riportata nella Bibliografia storica degli Stati della monarchia di Savoia del 1893.
Il gonfalone è un drappo di azzurro.

## Monumenti e luoghi d'interesse
- Chiesa parrocchiale di Santa Maria Assunta, ricordata in un documento già nel 1348, fu profondamente ristrutturata nel Seicento, mentre l'interno fu trasformato tra il 1708 e il 1783 adeguando anche gli apparati plastici e pittorici. La chiesa conserva una pala con l'Immacolata con san Giuseppe, san Sebastiano e l’angelo custode, opera di Giuseppe Antonio Tosi, detto il Cuzzio, databile al primo quarto del XVIII secolo e restaurata nel 2017.[7]
- Cupola dei Santi Fabiano e Sebastiano
- Chiesa di San Gregorio o Oratorio della Madonna della Serra
- Chiesa di Santa Marta e San Bernardino da Siena
- Chiesa di San Michele Arcangelo e San Defendente
- Chiesa di San Quirico
- Oratorio di San Rocco
- Santuario della Madonna della Fontana,[8] nella frazione Azoglio

## Società

### Evoluzione demografica
Abitanti censiti

## Infrastrutture e trasporti
Fra il 1908 e il 1935 la località fu servita dalla stazione Crevalcuore-Sostegno della Ferrovia Grignasco-Coggiola.

## Amministrazione

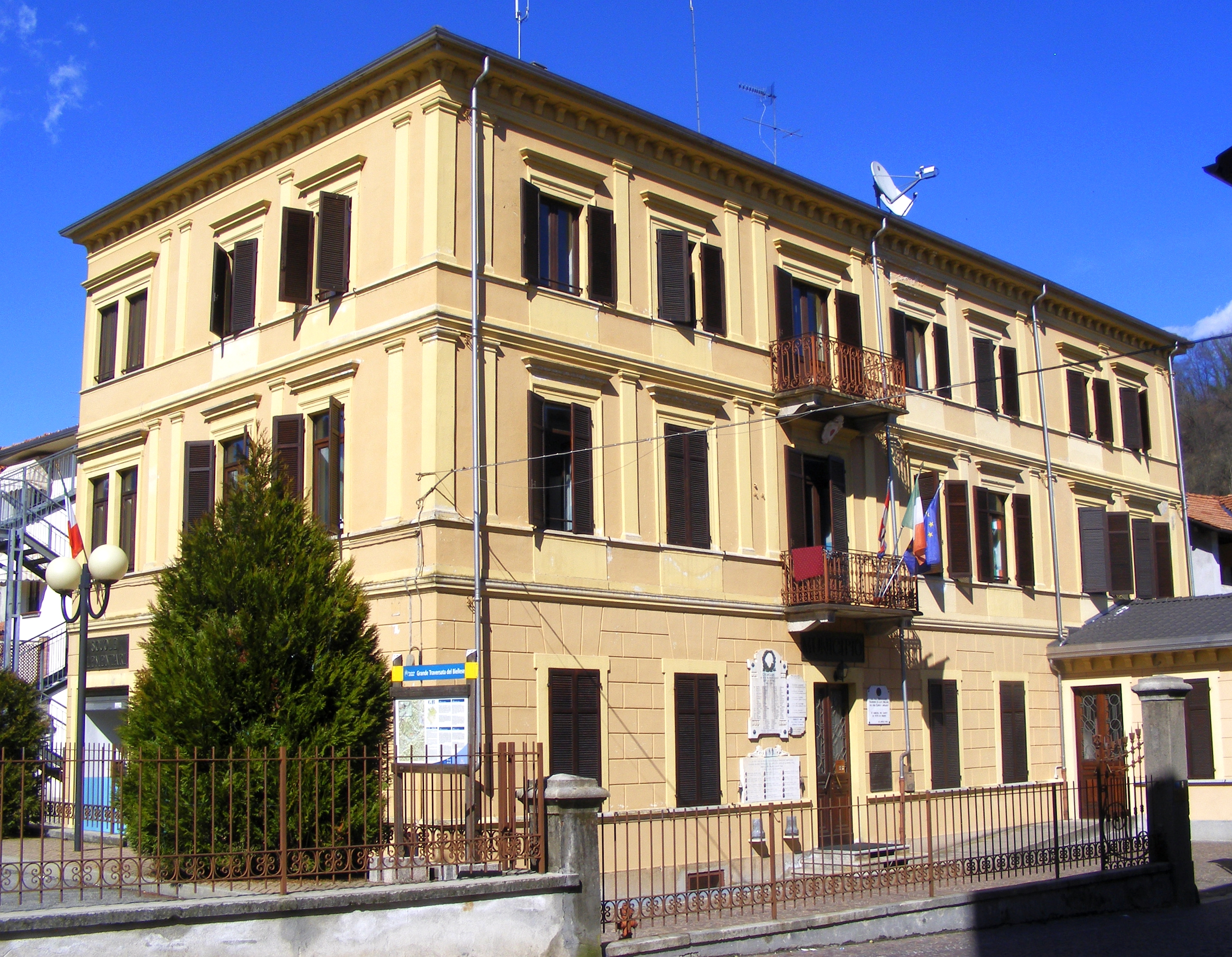
Il municipio

| Periodo | Periodo   | Primo cittadino   | Partito                     | Carica  | Note       |
| ------- | --------- | ----------------- | --------------------------- | ------- | ---------- |
| 2004    | 2009      | Gian Luigi Pavero | lista civica                | Sindaco |            |
| 2009    | 2014      | Gian Luigi Pavero | lista civica                | Sindaco | II mandato |
| 2014    | 2019      | Massimo Toso      | lista civica Per Crevacuore | Sindaco |            |
| 2019    | in carica | Ermanno Raffo     | lista civica Per Crevacuore | Sindaco |            |

### Altre informazioni amministrative
Il comune faceva parte della Comunità montana Val Sessera, Valle di Mosso e Prealpi Biellesi.
Il comune dal 1º ottobre 2015 fa parte dell'Unione Montana dei Comuni del Biellese Orientale con sede legale a Casapinta e con sede operativa a Valdilana, fraz. Crocemosso.
Il comune di Crevacuore dista, in linea d'aria, 20.84 km dalla sede della provincia di Biella e 81.20 km dalla sede della regione Piemonte, mentre dista 541.62 km da ROMA capitale.
Distanza dalle altre province: Alessandria 90.71 km, Asti 87.59 km, Città Metropolitana di Torino 81.55 km, Cuneo 154.68 km, Novara 39.62 km, Verbano-Cusio-Ossola 31.58 km, Vercelli 42.69 km.